# Sanagorán
Sanagorán es una localidad peruana capital del Distrito de Sanagorán de la Provincia de Sánchez Carrión en el Departamento de La Libertad. Se ubica aproximadamente a unos 194 km al este de la ciudad de la Ciudad de Trujillo. 
Creado mediante Ley del 3 de noviembre de 1900, en el gobierno del Presidente: Eduardo López de Romaña. Abarca una superficie de 324,38 km², ocupando el 13.05% del Territorio Provincial a una altitud de 2670 m s. n. m. presenta un clima variado entre cálido y templado, tiene su parte alta media y baja.
con Límites geográficos:
Por el Norte: Con la Provincia de Cajabamba, Departamento de Cajamarca
Por el Sur: Con la Provincia de Santiago de Chuco y Quiruvilca
Por el Este: Con las Provincias de Sánchez Carrión. 
Por el Oeste: Con el Distrito de Usquil de la Provincia de Otuzco.